# Baksa
Baksa là một thị trấn thuộc hạt Baranya, Hungary. Thị trấn này có diện tích 13,82 km², dân số năm 2010 là 780 người, mật độ 56 người/km².